# Токио
Едо пренасочва насам.  За историческия период вижте Едо (период).
Токио (на японски: 東京, Tōkyō, [toːkjoː]) е столицата на Япония. Градът е една от 47-те префектури в страната и център на Голямо Токио, най-големият метрополен регион в света. Токио е седалище на японското правителство и на Императорския дворец. Разположен е в региона Канто в югоизточната част на главния японски остров Хоншу и включва в административните си граници архипелазите Идзу и Бонински острови.
Администрацията на Токио управлява 23 специални района, имащи административен статут на градове, които обхващат територията на града от 1943 година, както и 39 общини в западната част на префектурата и на архипелазите. Населението на специалните райони е над 8 милиона души, а общото население на префектурата надхвърля 14 милиона към 2024 г. Метрополният регион, надхвърлящ границите на префектурата, има население от 41 милиона души към 2024 г. и е най-голямата агломерация в света не само по население, но по своя брутен вътрешен продукт, надхвърлящ 1,479 трилиона долара (2008, по паритет на покупателната способност). В Токио се намират седалищата на 51 от компаниите във Форчън Глобал 500, повече, отколкото във всеки друг град по света.
Токио е определян като един от трите „командни центъра“ на световната икономика, наред с Ню Йорк и Лондон. Класифициран е като алфа+ глобален град и е поставян на четвърто място сред глобалните градове. През 2012 година изследване на Мърсър и Икономист Интелиджънс Юнит определя Токио като най-скъпия за чужденци град в света. Градът е домакин на Летните олимпийски игри през 1964 година и ще бъде домакин на Лятната олимпиада през 2020 година.

## Наименование
Първоначалното наименование на Токио е Едо (江戸), което означава устие. То е променено на Токио (東京 – буквално, „Източна столица“) през 1868 година, когато императорът пренася в града своята резиденция, съгласно традицията столичният град да съдържа в името си думата „столица“ (京). В първите години след преименуването се използва и формата Токеи, изписвана по същия начин, както и Токио, но в наши дни тя вече не се употребява.
Въпреки звуковата прилика, името на предишната японска столица Киото (京都) има друго значение – „Столичен град“.

## География
Столичният окръг Токио е разположен на северозапад от Токийския залив. На изток той граничи с префектурата Чиба, на запад – с префектурата Яманаши, на юг с префектурата Канагава и на север – с префектурата Сайтама. В състава му влизат и острови в Тихия океан, разположени на юг от остров Хоншу.
Столичният окръг Токио и прилежащите към него префектури Канагава, Сайтама и Чиба образуват т. нар. Голямо Токио, на чиято територия живеят 34 997 млн. души (според отчета на ООН WUP2003) – около 26% от населението на Япония.
Най-високата планина в Токио е Кумотори, която е висока 2017 m. Сред останалите планини най-високите са: Такасу (1737 m), Одаке (1266 m), и Митаке (929 m). Най-голямото езеро в Токио е езерото Окутама, намиращо се близо до префектурата Яманаши.
Окръг Токио се състои от 23 специални района (特別区 токубецу ку), 26 града (市 ши), 5 села (町 мачи) и 8 селски общини (村 мура).
Токио има много на брой отдалечени острови, един от които отстои е на 1850 km от централната част на града. Поради голямото разстояние от административния център на столичното правителство в Синджуку, островите се управляват от местна администрация.
Островите Изу са група вулканични острови и част от Националния парк „Фуджи-Хаконе-Изу“. Острови (по реда на близост до Токио) са Изу Ошима, Тошима, Нииджима, Шикинеджима, Кодзушима, Миякиджима, Микураджима, Хачиджоджима и Аогашима. Островите Изу са групирани в три подпрефектури. Изу Ошима и Хачиджоджима са градове. В останалите острови са шест села, като Нииджима и Шикинеджима оформят едно село.
Островите Огасавара включват, от север на юг: Чичи-джима, Нишиношима, Хаха-джима, Кита Иво Джима, Иво Джима и Минами Иво Джима. Огасавара администрира и два малки отдалечените острови: Минами Торишима, най-източната точка на Япония и най-отдалечения остров от центъра на Токио (на 1850 km), и Окино Торишима, най-южната точка на Япония. Последният остров е оспорван от Китай и е само необитаема скала. Веригата Иво и околните острови нямат постоянно население, но там има персонал на японските отбранителни сили. Местно население се среща само на Чичи-джима и Хаха-джима. Островите образуват подпрефектурата Огасавара.
| Подпрефектура | Община      | Вид  |
| ------------- | ----------- | ---- |
| Хачиджьо      | Хачиджьо    | Град |
| Хачиджьо      | Аогашима    | Село |
| Мияке         | Мияке       | Село |
| Мияке         | Микураджима | Село |
| Ошима         | Ошима       | Град |
| Ошима         | Тошима      | Село |
| Ошима         | Нииджима    | Село |
| Ошима         | Кодзушима   | Село |
| Огасавара     | Огасавара   | Село |

### Сеизмология
Токио преживява няколко силни земетресения – през 1703, 1782, 1812, 1855 и 1923 години. При земетресението от 1923 г., което е с магнитуд 8,3 бала загиват 140 000 души. По-слаби земетресения – с магнитуд 1 – 2 бала – се случват почти всяка седмица.

### Климат
Климатът на Токио е влажен субтропичен, с мека зима и влажно горещо лято. Средната максимална температура през август е 30,8 °C, средната минимална температура през януари е 2,1 °C. Годишното количество на валежите е 1467 mm с по-влажно лято и по-суха зима. Снеговалежите са спорадични, но почти всяка година. В Токио също често има тайфуни, макар че малцина от тях са силни.
| Токио (Отемачи, специален район Чийода, 1981 – 2010)                                        | Токио (Отемачи, специален район Чийода, 1981 – 2010) | Токио (Отемачи, специален район Чийода, 1981 – 2010) | Токио (Отемачи, специален район Чийода, 1981 – 2010) | Токио (Отемачи, специален район Чийода, 1981 – 2010) | Токио (Отемачи, специален район Чийода, 1981 – 2010) | Токио (Отемачи, специален район Чийода, 1981 – 2010) | Токио (Отемачи, специален район Чийода, 1981 – 2010) | Токио (Отемачи, специален район Чийода, 1981 – 2010) | Токио (Отемачи, специален район Чийода, 1981 – 2010) | Токио (Отемачи, специален район Чийода, 1981 – 2010) | Токио (Отемачи, специален район Чийода, 1981 – 2010) | Токио (Отемачи, специален район Чийода, 1981 – 2010) | Токио (Отемачи, специален район Чийода, 1981 – 2010) |
| Месеци                                                                                      | яну.                                                 | фев.                                                 | март                                                 | апр.                                                 | май                                                  | юни                                                  | юли                                                  | авг.                                                 | сеп.                                                 | окт.                                                 | ное.                                                 | дек.                                                 | Годишно                                              |
| Средни максимални температури (°C)                                                          | 9,9                                                  | 10,4                                                 | 13,3                                                 | 18,8                                                 | 22,8                                                 | 25,5                                                 | 29,4                                                 | 31,1                                                 | 27,2                                                 | 21,8                                                 | 16,9                                                 | 12,4                                                 | 20,0                                                 |
| Средни температури (°C)                                                                     | 6,1                                                  | 6,5                                                  | 9,4                                                  | 14,6                                                 | 18,9                                                 | 22,1                                                 | 25,8                                                 | 27,4                                                 | 23,8                                                 | 18,5                                                 | 13,3                                                 | 8,7                                                  | 16,3                                                 |
| Средни минимални температури (°C)                                                           | 2,5                                                  | 2,9                                                  | 5,6                                                  | 10,7                                                 | 15,4                                                 | 19,1                                                 | 23,0                                                 | 24,5                                                 | 21,1                                                 | 15,4                                                 | 9,9                                                  | 5,1                                                  | 13,0                                                 |
| Средни месечни валежи (mm)                                                                  | 52,3                                                 | 56,1                                                 | 117,5                                                | 124,5                                                | 137,8                                                | 167,7                                                | 153,5                                                | 168,2                                                | 209,9                                                | 197,8                                                | 92,5                                                 | 51,0                                                 | 1528,8                                               |
| ------------------------------------------------------------------------------------------- | ---------------------------------------------------- | ---------------------------------------------------- | ---------------------------------------------------- | ---------------------------------------------------- | ---------------------------------------------------- | ---------------------------------------------------- | ---------------------------------------------------- | ---------------------------------------------------- | ---------------------------------------------------- | ---------------------------------------------------- | ---------------------------------------------------- | ---------------------------------------------------- | ---------------------------------------------------- |
| Източник: Японска метеорологична агенция Световна метеорологична организация (дъждовни дни) |                                                      |                                                      |                                                      |                                                      |                                                      |                                                      |                                                      |                                                      |                                                      |                                                      |                                                      |                                                      |                                                      |

## История
Днешната японска столица възниква като малко рибарско селце на име Едо, разположено в провинция Мусаши. В края на 12 век то става център на владенията на клана Едо, който изгражда първите укрепления около селището. През 1457 година Ота Докан, васал на клана Уесуги, отнема Едо от клана Едо и построява замъка Едо, поради което той е приеман традиционно за основател на Токио.
В края на 1590 година Токугава Иеясу избира Едо за своя резиденция и когато през 1603 година е установен шогунатът на Токугава градът се превръща във фактическа столица на Япония, въпреки че императорът остава в Киото. По време на последвалия период Едо, градът се разраства до един от най-големите градове в света, като през 18 век населението му надхвърля 1 милион души.
През 60-те години на 19 век Реставрацията Мейджи слага край на шогуната Токугава и през 1869 година император Мейджи премества императорския двор в замъка Едо. Така градът, преименуван на Токио, който по това време вече е политическо и културно средище на страната, се превръща и в официална столица. През 1889 година е създадена общината Токио, която през 1943 година е преобразувана в днешната префектура.
Подобно на други големи японски градове, като Осака, централната част на Токио се развива през първите години на 20 век като около основните железопътни гари се образуват силно застроени квартали, свързани с предградията чрез разположени на повърхността железопътни линии. И до днес автомобилният транспорт играе значително по-малка роля, отколкото в големите американски градове, които са по-разпръснати и разчитат на пътната инфраструктура.
През първата половина на 20 век Токио претърпява две тежки катастрофи, но успешно се възстановява от тях. През 1923 година Голямото земетресение в Канто и последвалият пожар взимат 140 хиляди жертви, а стотици хиляди сгради са унищожени. По време на Втората световна война бомбардировките на Токио през 1944 – 1945 година са почти толкова разрушителни, колкото двете атомни бомби в Хирошима и Нагасаки взети заедно – загиват между 75 и 200 хиляди души, а половината сгради в града са унищожени.
След войната градът е напълно възстановен, а икономиката на страната започва стремително да се възражда, като през 1966 година става втората по големина в света. Новият облик на Токио е демонстриран пред света с провеждането в града на Летните олимпийски игри през 1964 година. През 70-те години се изграждат множество многоетажни сгради, като небостъргача Съншайн 60, както и новото международно летище Нарита.
По това време Токио е залят от вълна от работна сила от селските райони, което води до по-нататъшното развитие на града и нарастването на населението на неговия метрополен район до 11 милиона души. През 80-те години цените на недвижимите имоти бързо нарастват, а Токийското метро и пътническата железопътна мрежа стават едни от най-натоварените в света. Общата рецесия, обхванала Япония през 90-те години, прекъсва бързото развитие на града и води до срив в цените на недвижимите имоти.

## Население
Според преброяването от 2005 г., населението на 23-те токийски района със специален статут е 8 489 653 души, на префектура Токио е 12 576 601 души, а на агломерацията Голямо Токио, включваща още префектурите Чиба, Канагава и Сайтама – 34 478 903 души.
През деня населението се увеличава с около 2,5 млн. души, най-вече работници и ученици от близките райони.
През 2005 г. най-многобройните групи от чужденци в Токио са китайци (123 661), корейци (106 697), филипинци (31 077), американци (18 848), британци (7696), бразилци (5300) и французи (3000).

## Икономика
Токио е един от трите финансови центъра в света заедно с Ню Йорк и Лондон. Токио има най-голямата метрополисна икономика в света. Според проучване на PricewaterhouseCoopers градската територия на мегаполиса (население около 35,2 млн. души) има общо БВП от 1191 мрлд. през 2005 г., което го прави най-голямото БВП на градска агломерация. 50 от компаниите в списъка Global 500 имат седалища в Токио.
Токио е международен финансов център, в който се намират седалищата на някои от най-големите инвестиционни банки и застрахователни компании, освен това е център на транспортната, издателската и телевизионната индустрия. По време на централизацията на японската икономика през Втората световна война, много големи фирми преместват седалищата си от градове като Осака, в Токио за да са по-близо до правителството. Тази тенденция постепенно намалява с бързото нарастване на населението в града и заради скъпата цена на живота в Токио.
Градът е оценен като най-скъпият за живот според The Economist за 14 поредни години в края на 2006 г.
Токийската фондова борса е най-голямата фондова борса в Япония и втора в света по пазарна капитализация и четвърта по оборот.
Токио притежава 8460 хектара обработваеми земи през 2003 г. според министерството на земеделието, горите и рибовъдството, което поставя града на последно място сред префектурите. Обработваемите земи са съсредоточени в Западно Токио.
Туризмът в Токио също спомага за икономиката.

## Култура
В Токио се намира Националната парламентарна библиотека, най-голямата в страната и една от най-големите в Азия.
Градът има много музеи. В парка Уено са Токийския национален музей, най-големият музей на страната, специализиран в традиционно японско изкуство; Националният музей на западното изкуство и зоологическата градина Уено. Другите музеи включват Националният музей на науките и иновациите в Одайба, Музеят на Едо-Токио в Сумида, отделен от центъра на Токио от река Сумида, Незу арт в Аояма и Националната парламентарна библиотека, Националният архив и Националният музей на модерното изкуство, които са близо до Императорския дворец.
Токио има много театри за сценични изкуства. Те включват национални и частни театри за традиционните форми на японската драма (като например но и кабуки), както и за съвременна драма. Симфонични оркестри и други музикални организации изпълняват модерна и традиционна музика. Токио също така е домакин на съвременна японска и международна поп и рок музика на места, вариращи по размери от малки клубове до арени като Нипон Будокан.
В Токио се провеждат много различни фестивали. По-важните събития са Санджа в храма Асакуса и биеналето Канда. Всяка година, през последната събота на месец юли, се провежда фестивал на фойерверки над река Сумида, което привлича над един милион зрители.

## Спорт
Токио е домакин на Летните олимпийски игри през 1964 и 2020 г.
В Токио има разнообразие от спортни съоръжения. Градът е домакин на два професионални бейзболни клуба, „Йомиури Джайънтс“, които играят на „Токио Доум“, и „Токио Суолоус“ на „Мейджи-Джингу стейдиъм“. Японската асоциация по сумо също е със седалище в Токио, като ежегодно в града се провеждат три официални турнира (през януари, май и септември). Футболните клубове в Токио са ФК „Токио“ и „Токио Верди“ – и двата играят на Аджиномото стейдиъм в Чофу.

## Известни личности
Родени в Токио
- Кобо Абе (1924 – 1993), писател
- Инеджиро Асанума (1898 – 1960), политик
- Акира Ирийе (р. 1934), историк
- Ейко Кадоно (р. 1935), писателка
- Укио Катаяма (р. 1963), автомобилен състезател
- Кенджи Мидзогучи (1898 – 1956), режисьор
- Ичиро Мидзуки (р.1948), певец и актьор
- Тацуя Накадаи (р. 1932), актьор
- Ясуджиро Озу (1903 – 1963), режисьор
- Агури Сузуки (р. 1960), автомобилен състезател
- Айя Уето (р. 1985), актриса и певица
- Моритеру Уешиба (р. 1951), айкидист
- Лив Улман (р. 1938), норвежка актриса
- Хирохито (1901 – 1989), император
- Тацуо Хори (1904 – 1953), писател

Починали в Токио
- Масутацу Ояма (1923 – 1994), каратист
- Кобо Абе (1924 – 1993), писател
- Кристиан Биркеланд, норвежки учен
- Масаки Кобаяши (1916 – 1996), режисьор
- Акио Морита (1921 – 1999), предприемач
- Ясуджиро Озу (1903 – 1963), режисьор
- Гичин Фунакоши (1868 – 1957), каратист
- Кинджи Фукасаку (1930 – 2003), режисьор
- Хирохито (1901 – 1989), император
- Сакае Цубои (1899 – 1967), писателка и поетеса

Други личности, свързани с Токио
- Харуки Мураками (р. 1949), писател, живее в града от 1970-те
- Морихеи Уешиба (1883 – 1969), айкидист, живее в града през 1927 – 1942

## Градски пейзаж
Архитектурата на Токио е оформена основно от историята на града. Два пъти в по-новата си история, Токио е оставен в руини: първо през 1923 г. след Голямото земетресение в Канто и втори път след бомбардировките над Токио по време на Втората световна война. Поради това, сегашният градски пейзаж на Токио е с една от най-модерните и съвременни архитектури, докато старинните сгради са рядко срещани.
В японската столица има множество паркове и градини.

## Братски градове
Токио има единадесет побратимени града:
- Берлин, Германия от 1994 г.
- Джакарта, Индонезия
- Кайро, Египет
- Москва, Русия
- Ню Йорк, САЩ
- Париж, Франция
- Пекин, Китай
- Рим, Италия
- Сао Пауло, Бразилия
- Сеул, Южна Корея
- Нов Южен Уелс, Австралия

Освен това Токио има споразумение за „партньорство“ с Лондон, Великобритания.

## Други
Освен агломерацията на столицата, към префектура Токио спадат още редица отдалечени острови в Тихия океан, включително и безлюдният о. Окинотори (沖ノ鳥島), който е най-южната точка на Япония (20°25'31" с.ш.).